# Witold Kokoszko
Witold Kokoszko ps. Wacław (ur. 20 lipca 1908 w Łomży, zm. 16 października 1942 w Warszawie) – polski działacz PPS, R-ChOB, PPR i Gwardii Ludowej (GL).

## Życiorys
Absolwent łomżyńskiego gimnazjum. Później przeprowadził się do Warszawy, gdzie od 1924 roku pracował w Fabryce Silników Lotniczych Polskich Zakładów Skody. 
Od 1933 działacz lewicowego skrzydła PPS. Podczas okupacji niemieckiej od 1941 roku działał w R-ChOB, a od stycznia 1942 w PPR. W czasie okupacji pracował w spółce Avia. Gromadził i przechowywał broń oraz prowadził szkolenia dla członków GL. Od lipca 1942 roku komendant GL na Pradze oraz członek KD PPR tej dzielnicy. 
6 października 1942 został aresztowany i osadzony na Pawiaku, a 10 dni później stracony w publicznej egzekucji 50 więźniów. 
Pochowany na Powązkach Wojskowych w Warszawie (kwatera C6-4-7). 

## Życie prywatne
Od 1936 mąż Jadwigi, która po jego śmierci przyjęła jego pseudonim Wacław.

## Upamiętnienie
W 1961 roku imię Jadwigi i Witolda Kokoszków nadano ulicy w obecnej dzielnicy Targówek.